# Francisco Villa, San Lucas
Francisco Villa är en ort i Mexiko.   Den ligger i kommunen San Lucas och delstaten Chiapas, i den sydöstra delen av landet, 800 km öster om huvudstaden Mexico City. Francisco Villa ligger 777 meter över havet och antalet invånare är 794.
Terrängen runt Francisco Villa är kuperad söderut, men norrut är den bergig. Runt Francisco Villa är det ganska glesbefolkat, med 30 invånare per kvadratkilometer. Närmaste större samhälle är San Cristóbal de las Casas, 16,1 km norr om Francisco Villa. Omgivningarna runt Francisco Villa är en mosaik av jordbruksmark och naturlig växtlighet.